# Kreis Hajdúnánás
Der Kreis Hajdúnánás (ungarisch Hajdúnánási járás) ist ein Kreis im Norden des ostungarischen Komitats Hajdú-Bihar. Er grenzt im Südwesten an den Kreis Balmazújváros und im Osten an den Kreis Hajdúböszörmény. Im Westen bildet das Komitat Borsod-Abaúj-Zemplén (Kreis Mezőcsát und Kreis Tiszaújváros) die Grenze, im Norden das Komitat Szabolcs-Szatmár-Bereg (Kreis Tiszavasvári).

## Geschichte
Der zur Verwaltungsreform in Ungarn Anfang 2013 neu geschaffene Kreis entstand größtenteils aus dem Ende 2012 aufgelösten Kleingebiet Polgár (ungarisch Polgári kistérség). Der neue Kreis wurde zudem noch vergrößert um den Kreissitz aus dem östlicher gelegenen Kleingebiet Hajdúböszörmény (ungarisch Hajdúböszörményi kistérség).

## Gemeindeübersicht
Der Kreis Hajdúnánás hat eine durchschnittliche Gemeindegröße von 4.853 Einwohnern auf einer Fläche von 91,21 Quadratkilometern. Die Bevölkerungsdichte des zweitbevölkerungsärmsten Kreises ist niedriger als der Wert des gesamten Komitats. Verwaltungssitz ist die größte Stadt Hajdúnánás, im Osten des Kreises gelegen.
| Gemeinde         | Status   | Herkunft Kleingebiet | Einwohnerzahl | Einwohnerzahl | Einwohnerzahl | Fläche (km²) | Bevölkerungs- dichte (Ew./km²) |
| Gemeinde         | Status   | Herkunft Kleingebiet | 01.10.2011    | 01.01.2013    | 01.01.2016    | 01.01.2016   | Bevölkerungs- dichte (Ew./km²) |
| ---------------- | -------- | -------------------- | ------------- | ------------- | ------------- | ------------ | ------------------------------ |
| Folyás           | Gemeinde | Polgár               | 349           | 317           | 289           | 53,94        | 5,4                            |
| Görbeháza        | Gemeinde | Polgár               | 2.454         | 2.450         | 2.346         | 80,20        | 29,3                           |
| Hajdúnánás       | Stadt    | Hajdúböszörmény      | 17.063        | 17.168        | 17.038        | 259,62       | 65,6                           |
| Polgár           | Stadt    | Polgár               | 8.098         | 8.062         | 7.908         | 97,44        | 81,2                           |
| Tiszagyulaháza   | Gemeinde | Polgár               | 748           | 726           | 683           | 20,78        | 32,9                           |
| Újtikos          | Gemeinde | Polgár               | 902           | 915           | 851           | 35,29        | 24,1                           |
| Kreis Hajdúnánás |          |                      | 29.614        | 29.638        | 29.115        | 547,27       | 53,2                           |